# Петрешть (Сату-Маре)
Петрешть, Петрешті (рум. Petrești) — село у повіті Сату-Маре в Румунії. Адміністративний центр комуни Петрешть.
Село розташоване на відстані 454 км на північний захід від Бухареста, 43 км на південний захід від Сату-Маре, 131 км на північний захід від Клуж-Напоки.

## Населення
За даними перепису населення 2002 року у селі проживали 1415 осіб.
Національний склад населення села:
| Національність | Кількість осіб | Відсоток |
| -------------- | -------------- | -------- |
| угорці         | 703            | 49,7%    |
| німці          | 429            | 30,3%    |
| цигани         | 159            | 11,2%    |
| румуни         | 124            | 8,8%     |

Рідною мовою назвали:
| Мова      | Кількість осіб | Відсоток |
| --------- | -------------- | -------- |
| угорська  | 1092           | 77,2%    |
| німецька  | 177            | 12,5%    |
| румунська | 146            | 10,3%    |